# Lotus Europa (2006)
La Lotus Europa (nome in codice Tipo 121), chiamata anche Lotus Europa S, è un'autovettura prodotta dalla casa automobilistica inglese Lotus Cars dal 2006 al 2010.

## Contesto
Presentata al salone di Ginevra 2006, l'Europa è un'auto sportiva a due posti con motore centrale, progettata per essere una variante meno estrema e più gran turismo della Lotus Elise e della sua derivata la Exige. L'Europa riprende il nome di un'omonima vettura prodotta sempre dalla Lotus tra gli anni '60 e '70.
Rispetto alle sorelle dalla quale deriva, Europa è dotata di un bagagliaio più grande, una maggiore insonorizzazione interna e un accesso più facile alla abitacolo grazie ai bordi inferiori del telaio meno pronunciati e alla linea del tetto più alta. L'Europa inoltre dispone di accessori come l'aria condizionata, stereo, interni in pelle e rivestimento in moquette.

## Specifiche
L'Europa pesa a secco soli 995 kg, grazie un telaio in alluminio estruso incollato con i pannelli della carrozzeria realizzato in materiale composito.
L'Europa è derivata della Lotus Elise ed Exige adottando la stessa meccanica e lo stesso telaio in alluminio incollato, ma l'Europa porta un telaio più lungo, una carrozzeria e un motore di derivazione General Motors. Infatti il motore in posizione traversale centrale è un GM Z20LER Ecotec turbocompresso da 2,0 litri a 4 cilindri in linea, da 147 kW/200 CV a 5.400 giri/min e 272 Nm di coppia, abbinato a un cambio manuale a 6 marce Getrag M32. Ciò consente all'auto di accelerare da 0–60 mph (0–97 km/h) in circa 5,5 secondi e da 0–100 mph (0–161 km/h) in circa 13,8 secondi. L'Europa S può raggiungere una velocità massima di 143 mph (230 km/h).

## Europa SE
La Lotus Europa SE è stata presentata al Salone di Ginevra 2008. Il suo motore è stato modificato per ottenere una potenza di 225 CV e 300 Nm. Ha ruote più leggere da 17 pollici e i freni sono della AP Racing, con dischi dal diametro maggiorato a 308 mm.

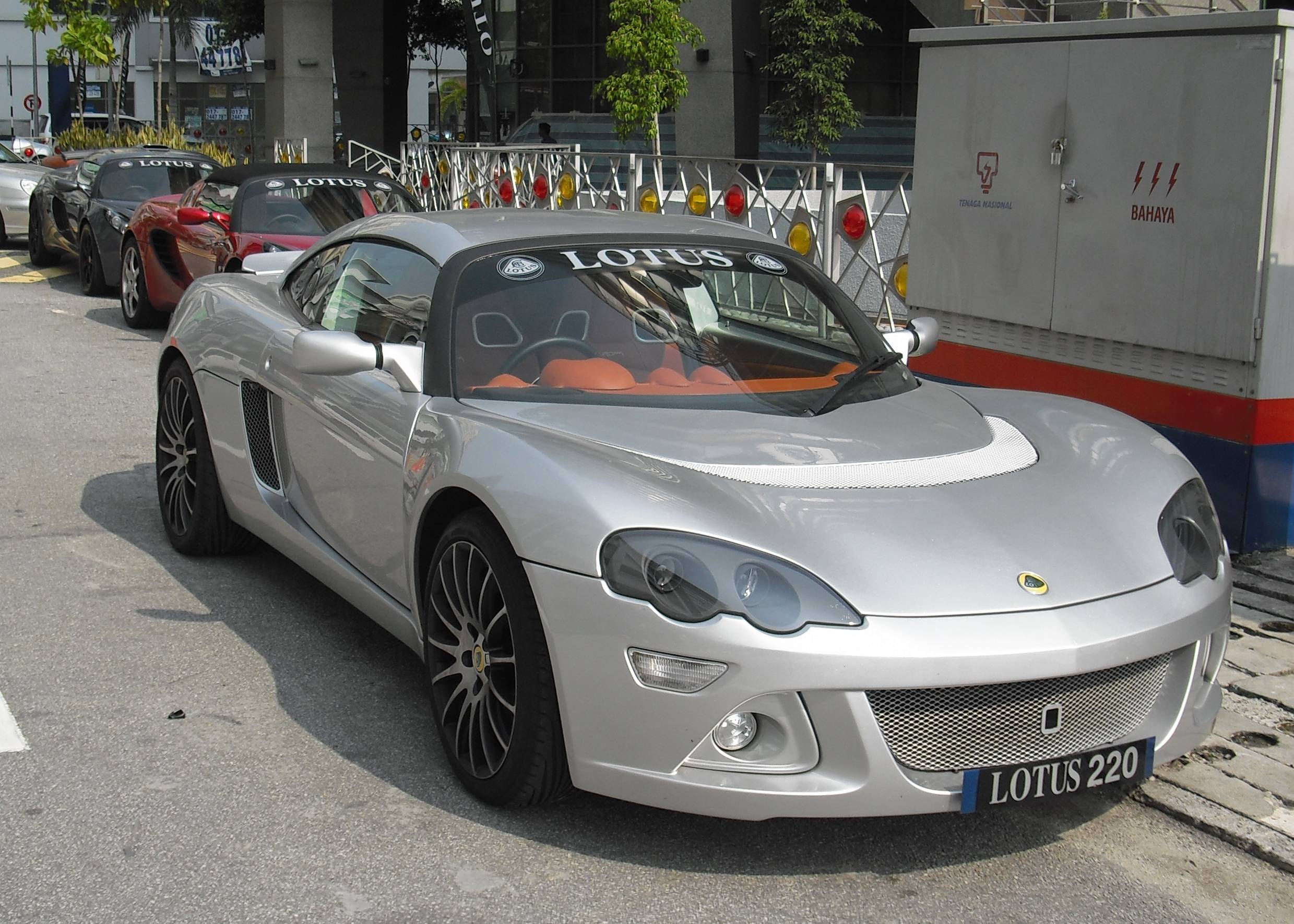
Lotus Europa SE

I nuovi cerchi in lega a 15 razze hanno una larghezza e un diametro maggiori. Montano pneumatici Goodyear Eagle F1 GS-D3 195/45 R17 all'anteriore e 235/40 R18 al posteriore. Questo, in combinazione con una nuova messa a punto delle sospensioni, fornisce livelli più elevati di aderenza e tenuta di strada, che si traduce in una migliore manovrabilità, minori spazi di arresto per la frenata, specialmente in condizioni di bagnato.
Al fine di ridurre gli spazi di frenata in condizioni di uso ripetuto ad alta velocità, i dischi freno anteriori sono più grandi (308 mm contro 288 mm) sono dotati di alette di raffreddamento interne curve. Le pinze anteriori AP Racing a 4 pistoncini, in lega leggera, utilizzano delle pastiglie Ferodo DS25HP, montato anche sui freni posteriori, e una ricalibrazione del ABS garantendo maggiore potenza frenante.
L'Europa SE veniva venduta con di serie con il Luxury Touring Pack che presenta pannelli dei rivestimento interni ridisegnati in pelle.
L'auto originariamente doveva essere prodotta nello stabilimento della Proton in Malesia, consentendo di avere un prezzo di vendita inferiore, ma alla fine la società ha scelto la fabbrica Lotus di Hethel per la produzione dell'auto.
La consegna dell'Europa S sono iniziate nel settembre 2006.
Il corpo e la piattaforma dell'Europa S sono stati utilizzati anche dalla Chrysler per la concept car di elettrica Dodge Circuit EV.
L'Europa è stata sostituita dalla più potente Europa SE nel 2008. Lotus ha interrotto la produzione dell'Europa SE all'inizio del 2010 a causa dei nuovi standard sulle emissioni.